# 西原慶一
西原 慶一（にしはら けいいち、1896年 - 1975年10月19日）は、日本の国語教育学者。
香川県生まれ。1918年香川師範学校卒、同附属小学校訓導、1925年東京の成蹊学園訓導、1942年日本女子大学附属豊明小学校主事、64年名誉主事、1961年日本女子大学講師、70年日本女子大学評議員。1952年児童の文章を集大成した「日本児童文章史」を刊行。日本作文の会、日本国語教育学会の創立に尽力。戦前戦後の国語教育の全国的な組織と発展に貢献した。実践国語研究所長、1959年国語審議会委員。昭和30年代に国語教育史学会を澁谷宗光、古田拡、渡辺茂、岩島公などと組織した。1966年勲四等瑞宝章受勲。1970年児童文化功労者。

## 著書
- 『綴方新教授原論』教育研究会 1929
- 『武蔵野新集 詩と短篇』人文書房 1929
- 『形象直観読方教育の原理と実際』人文書房 1931
- 『新興思潮を実際化せる尋一学級経営の実際』文化書房 1932
- 『生活・労作・自律・形象実践国語教育学』南光社 1932
- 『小学国語読本巻一文学構造と生活学習』教育研究会 1933
- 『小学国語読本巻二解釈と実際』同文社 1933
- 『生活現実文学様式綴方教育の新形態 尋常小学 第5・6学年』教育研究会 1933
- 『国語教室以前』啓文社 1938
- 『解釈学的国語教育』実践国語教育研究叢書 啓文社 1936
- 『尋五綴方指導書 文話文例日案式』小学館 1939
- 『国語のはたらく教室』国語教育文庫 晃文社、1940
- 『言葉の躾』厚生閣 1942
- 『父母と学校 ことばのたしなみ』牧書房 育成文庫 1948
- 『日本児童文章史』東海出版社 1952
- 『子どもと環境』新思潮社 1954
- 『少年成瀬仁蔵』中尾彰絵 小峰書店 1959
- 『近代国語教育史』第1巻 穂波出版社 1965
- 『近代国語教育史 第2巻 (解釈学的国語教育)』穂波出版社 1966
- 『ことばのしつけ 情報社会のこども』講談社 1972

### 編著
- 『解釈学の教壇実践』編 啓文社 実践国語教育特輯叢書 1935
- 『読方綴方の心理学的実践研究』編 啓文社 実践国語教育特輯叢書 1935
- 『表現学の教壇実践』編 啓文社 実践国語教育特輯叢書 1936
- 『共同研究綴方作品の鑑賞と指導』編 啓文社 1937
- 『形象理論と国語教育』編 啓文社 晩翠会紀要 1938
- 『輝く太陽』編 修文館 子どもの文庫 1940